# 櫛原站
櫛原站（日语：／ Kushiwara eki */?）是位於福岡縣久留米市南薫町，屬於西日本鐵道（西鐵）的天神大牟田線鐵路車站。車站編號為T26。

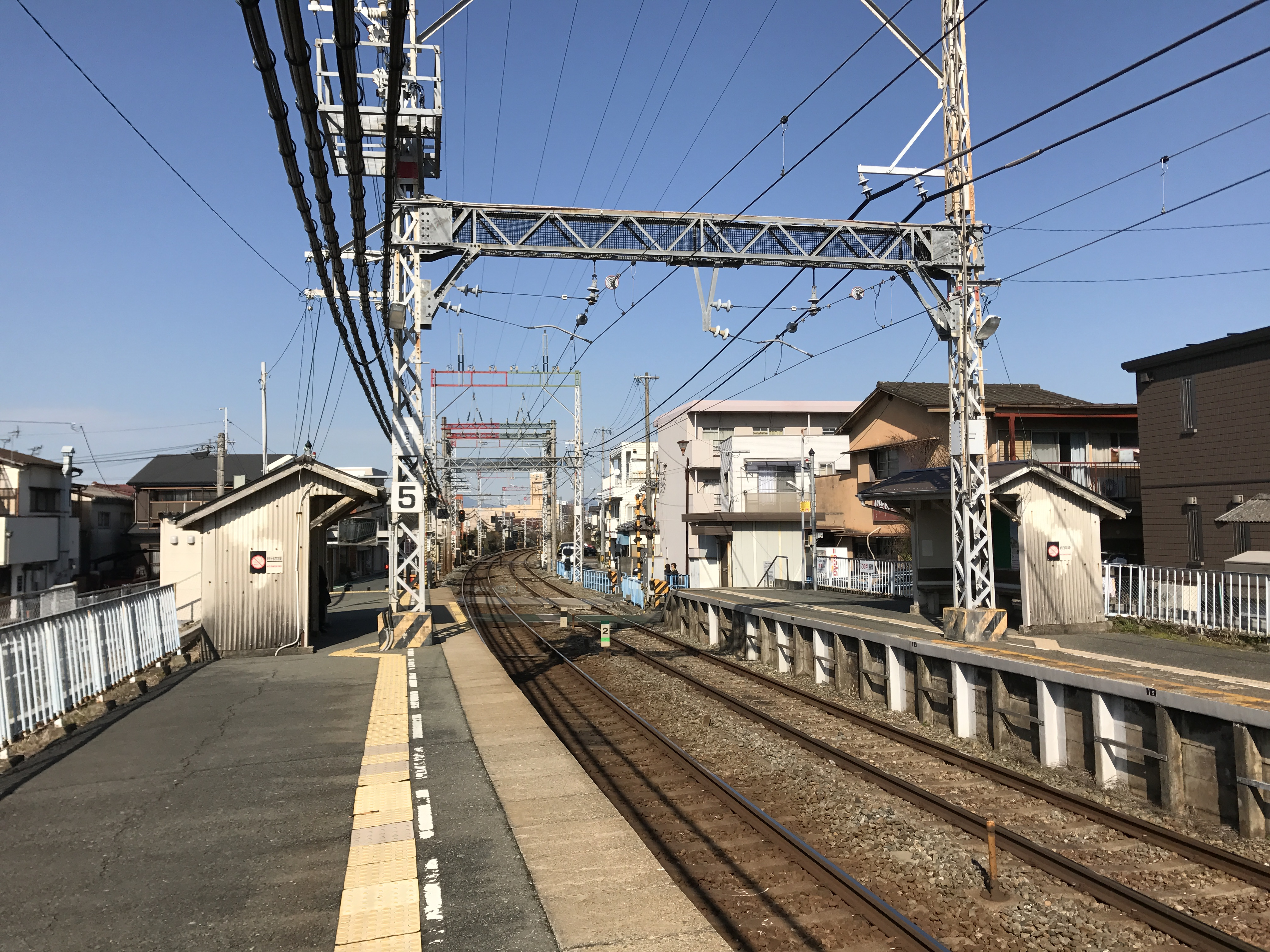
月台(2017年2月)

## 歷史
- 1924年（大正13年）4月12日 - 九州鐵道車站啟用。
- 1950年（昭和25年） - 翻新站房。
- 2007年（平成19年） - 加設無障礙廁所。
- 2008年（平成20年）5月18日 - 此站開始可以使用IC卡nimoca。
- 2009年（平成21年）6月23日 - 加設對應nimoca的自動閘機。
- 2017年（平成29年）2月1日 - 此站引入車站編號[1]。

## 車站構造
本站是地面車站，設有2面2線的相對式月台、售票櫃臺和小型站房。上下行月台各可容納3卡車廂，4卡以上的列車會實施選擇性車門操作。此站是西鐵久留米站以北的有人車站中，唯一沒有自動售票機。

### 月台
| 月台 | 路線          | 上下行 | 方向                                                     | 備註 |
| ---- | ------------- | ------ | -------------------------------------------------------- | ---- |
| 1    | ■天神大牟田線 | 下行   | 久留米、柳川、大牟田方向                                 |      |
| 2    | ■天神大牟田線 | 上行   | 二日市、福岡（天神）方向 （■直通至甘木線）本鄉、甘木方向 |      |

## 使用狀況
在2019年度，1日平均上下車人次為1,064人。由於車站距離西鐵久留米站只有900米，加上此站只有普通列車停靠，因此使用人次較少。
以下為各年度1日平均使用人次列表：
| 年度   | 1日平均 乘車人次 | 1日平均 上下車人次 |
| ------ | ---------------- | ------------------ |
| 2007年 | 386              | 815                |
| 2008年 | 385              | 837                |
| 2009年 | 389              | 842                |
| 2010年 | 425              | 916                |
| 2011年 | 434              | 930                |
| 2012年 |                  | 895                |
| 2013年 |                  | 993                |
| 2014年 | 463              | 988                |
| 2015年 | 514              | 1,079              |
| 2016年 | 504              | 1,060              |
| 2017年 | 507              | 1,063              |
| 2018年 | 523              | 1,082              |
| 2019年 |                  | 1,064              |

## 車站周邊
車站鄰近設有住宅區。
- 久留米中央公園
  - 福岡縣青少年科學館（日语：福岡県青少年科学館）
  - 久留米市鳥類中心（日语：久留米市鳥類センター）
- 南薫小學
- 久留米齒科衛生專門學校
- 櫛原天滿宮（日语：櫛原天満宮） - 祭祀久留米之天神樣和菅原道真。
- 久留米城址（有馬紀念館（日语：有馬記念館））
- youme Town久留米（日语：ゆめタウン久留米）

曾經車站南邊設有西鐵與三井電氣軌道的平面相交。

## 相鄰車站
西日本鐵道
■天神大牟田線
■特急、■急行
通過
■普通
宮之陣（T25）－櫛原（T26）－西鐵久留米（T27）

## 注腳
1. ↑   (PDF). 西日本鐵道. 2017-01-24  [2017年3月20日]. （原始内容存档 (PDF)于2020-07-28） （日语）.
2. ↑  . 西日本鉄道株式会社.   [2021-01-14]. （原始内容存档于2021-01-29） （日语）.
3. ↑  久留米市統計書（運輸・通信）西鐵各站上下車人次 （页面存档备份，存于）（日語） 2021年3月4日參閲

## 外部連結
- 櫛原站（西鐵沿線web） （页面存档备份，存于）（日語）